# Municipio 7 (Nebraska)
El municipio 7 (en inglés: Township 7) es un municipio ubicado en el condado de Washington en el estado estadounidense de Nebraska. En el año 2010 tenía una población de 2657 habitantes y una densidad poblacional de 16,67 personas por km².

## Geografía
El municipio 7 se encuentra ubicado en las coordenadas 41°25′32″N 96°15′41″O / 41.42556, -96.26139. Según la Oficina del Censo de los Estados Unidos, el municipio tiene una superficie total de 159.39 km², de la cual 158,5 km² corresponden a tierra firme y (0,56 %) 0,89 km² es agua.

## Demografía
Según el censo de 2010, había 2657 personas residiendo en el municipio 7. La densidad de población era de 16,67 hab./km². De los 2657 habitantes, el municipio 7 estaba compuesto por el 98,19 % blancos, el 0,11 % eran afroamericanos, el 0,23 % eran amerindios, el 0,41 % eran asiáticos, el 0,56 % eran de otras razas y el 0,49 % eran de una mezcla de razas. Del total de la población el 2,15 % eran hispanos o latinos de cualquier raza.